# Зе Лукас (футболист, 2008)
Жозе́ Лу́кас Го́мес да Си́лва (порт.-браз. José Lucas Gomes da Silva; родился 23 марта 2008), более известный как Зе Лукас (порт. Zé Lucas) — бразильский футболист, полузащитник клуба «Спорт Ресифи».

## Клубная карьера
Воспитанник футбольной академии клуба «Спорт Ресифи». В основном составе клуба дебютировал 11 января 2025 года в матче Чемпионата Пернамбукано против клуба «Афогадус».

## Карьера в сборной
В 2025 году в составе сборной Бразилии до 17 лет сыграл на чемпионате Южной Америки для игроков до 17 лет. В финальном матче против сборной Колумбии бразильцы одержали победу в серии послематчевых пенальти и выиграли турнир.

## Достижения
Сборная Бразилии (до 17 лет)
- Победитель чемпионата Южной Америки для игроков до 17 лет: 2025